# Canton de Créteil-2
Le canton de Créteil-2 est une circonscription électorale française située dans le département du Val-de-Marne et la région Île-de-France.

## Histoire
Un nouveau découpage territorial du Val-de-Marne entre en vigueur à l'occasion des premières élections départementales suivant le décret du 17 février 2014. Les conseillers départementaux sont, à compter de ces élections, élus au scrutin majoritaire binominal mixte. Les électeurs de chaque canton élisent au Conseil départemental, nouvelle appellation du Conseil général, deux membres de sexe différent, qui se présentent en binôme de candidats. Les conseillers départementaux sont élus pour 6 ans au scrutin binominal majoritaire à deux tours, l'accès au second tour nécessitant 12,5 % des inscrits au 1er tour. En outre la totalité des conseillers départementaux est renouvelée. Ce nouveau mode de scrutin nécessite un redécoupage des cantons dont le nombre est divisé par deux avec arrondi à l'unité impaire supérieure si ce nombre n'est pas entier impair, assorti de conditions de seuils minimaux. Dans le Val-de-Marne, le nombre de cantons passe ainsi de 49 à 25.
Le canton de Créteil-2 est créé par ce décret. Il est formé d'une fraction de la commune de Créteil. Il est entièrement inclus dans l'arrondissement de Créteil. Le bureau centralisateur est situé à Créteil.

## Représentation
| Période élective | Période élective | Mandat | Mandat           | Identité           | Nuance | Nuance | Qualité |
| ---------------- | ---------------- | ------ | ---------------- | ------------------ | ------ | ------ | --- |
| 2015             | 2021             | 2015   | 2021             | Bruno Hélin        |        | PS     | Cadre paramédical au CHU Henri Mondor Adjoint au maire de Créteil depuis mars 2016                                                                                        |
| 2015             | 2021             | 2015   | 2021             | Brigitte Jeanvoine |        | PS     | Médecin de l'Education Nationale Maire-adjointe de Créteil (2001 → 2020) Conseillère générale de Créteil-Nord (2008 → 2015) 7ème vice-présidente du Conseil départemental |
| 2021             | 2028             | 2021   | en cours         | Bruno Hélin        |        | PS     | Cadre paramédical au CHU Henri Mondor Adjoint au maire de Créteil |
| 2021             | 2028             | 2021   | 2022 (démission) | Brigitte Jeanvoine |        | PS     | Conseillère sortante |
| 2021             | 2028             | 2022   | en cours         | Frédérique Hachmi  |        | PS     | Adjointe au maire de Créteil |

### Résultats détaillés

#### Élections de mars 2015
Les binômes de candidats lors des élections départementales de 2015 étaient : 
- Ouarda Iratni-Gasmi (FG) et Jean Amar (PCF) ;
- Brigitte Jeanvoine (app. PS, sortante) et Bruno Hélin (PS) ;
- Marianne Boulc’h (EELV) et Michel Amar (EELV) ;
- Ange Cadot-Sevestre (DVD) et Thierry Hebbrecht (UMP) ;
- Raphaël Quinart (FN) et Marie-Agnès Houck (FN)[4]

À l'issue du 1er tour, deux binômes sont en ballottage : Bruno Hélin et Brigitte Jeanvoine (Union de la Gauche, 32,36 %) et Ange Cadot et Thierry Hebbrecht (Union de la Droite, 25,78 %). Le taux de participation est de 43,17 % (10 351 votants sur 23 975 inscrits) contre 44,44 % au niveau départemental et 50,17 % au niveau national.
Au second tour, Bruno Hélin et Brigitte Jeanvoine (Union de la Gauche) sont élus avec 55,82 % des suffrages exprimés et un taux de participation de 40,68 % (5 047 voix pour 9 753 votants et 23 975 inscrits).

#### Élections de juin 2021
Le premier tour des élections départementales de 2021 est marqué par un très faible taux de participation (33,26 % au niveau national). Dans le canton de Créteil-2, ce taux de participation est de 24,75 % (5 741 votants sur 23 193 inscrits) contre 29,98 % au niveau départemental. À l'issue de ce premier tour, deux binômes sont en ballottage : Bruno Helin et Brigitte Jeanvoine (Union à gauche, 32,22 %) et Gabriela Drevenakova et Bruno Kerisit (LR, 23,28 %).
Le second tour des élections est marqué une nouvelle fois par une abstention massive équivalente au premier tour. Les taux de participation sont de 34,36 % au niveau national, 32,99 % dans le département et 27,76 % dans le canton de Créteil-2. Bruno Helin et Brigitte Jeanvoine (Union à gauche) sont élus avec 58,63 % des suffrages exprimés (3 508 voix pour 6 444 votants et 23 215 inscrits),,.

## Composition
Les deux cantons de Créteil-1 et de Créteil-2 procèdent d'un redécoupage des trois anciens cantons, Créteil-Nord, Créteil-Ouest et Créteil-Sud créés en 1984.
| Nom                             | Code Insee | Intercommunalité         | Superficie (km2) | Population (dernière pop. légale)                | Densité (hab./km2) | Modifier                                    |
| ------------------------------- | ---------- | ------------------------ | ---------------- | ------------------------------------------------ | ------------------ | ------------------------------------------- |
| Créteil (bureau centralisateur) | 94028      | Métropole du Grand Paris | 11,46            | Fraction : 45 431 (2022) Commune : 92 859 (2022) | 8 103              | modifier les données · modifier les données |
| Canton de Créteil-2             | 9408       |                          |                  | 45 431 (2022)                                    |                    | modifier les données                        |

Le canton de Créteil-2 comprend la partie de la commune de Créteil non incluse dans le canton de Créteil-1, soit celle située à l'est d'une ligne définie par l'axe des voies et limites suivantes : depuis la limite territoriale de la commune de Maisons-Alfort, rue Chéret, rue des Galets, rue des Moëllons, rue des Bleuets, rue Henri-Koch, rue Charles-Beuvin, rue du Castel, avenue Laferrière, avenue du Maréchal-de-Lattre-de-Tassigny, rue de Paris, rue des Mèches, rue de Mesly, avenue du Chemin-de-Mesly, avenue du Général-de-Gaulle route départementale D 1, chemin des Bassins, jusqu'à la limite territoriale de la commune de Valenton.

## Démographie
En 2022, le canton comptait 45 431 habitants, en évolution de +0,96 % par rapport à 2016 (Val-de-Marne : +3 %, France hors Mayotte : +2,11 %).
| 2013   | 2018   | 2022   |
| ------ | ------ | ------ |
| 45 104 | 45 941 | 45 431 |